# Исо
И́со (῎) — диакритический знак, появившийся сначала в греческом алфавите, а затем перешедший в церковнославянский язык, обозначающий придыхание с острым ударением, возник в сочетании надстрочного знака звательца и ударения оксии.
Исо ставится над первой гласной ударной буквой, например, в слове «о҆́че», и никак не влияет на произношение, а является лишь следствием влияния греческой орфографии. Исо исчезло вместе со многими другими надстрочными знаками во время реформы орфографии Петра I.